# 強盗騎士

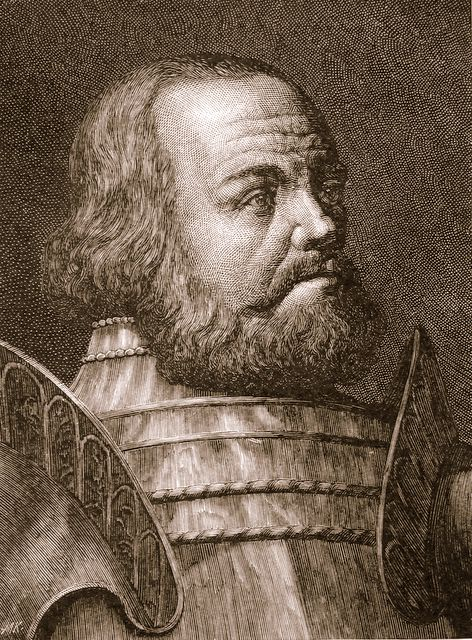
盗賊騎士と揶揄されたゲッツ・フォン・ベルリヒンゲン

強盗騎士(ごうとうきし、英: Robber Knight、独: Raubritter)または盗賊騎士とは、中世ヨーロッパにおいて騎士の身分を持ちながら強盗や盗賊を行っていた者達である。
彼らは騎士であることが通常の盗賊や強盗との大きなちがいであり、フェーデという決闘制度を悪用して自分たちの強盗行為を合法化していた。
強盗騎士の多くは戦時には傭兵として戦い、平時には強盗を行って生計を立てていた。
中世ヨーロッパでは強盗騎士の多発により、交易商人は騎士の縄張りを通るローマ街道を避けなければならなかった。
中世ドイツにおいて強盗騎士を取り締まるためにラント平和令は幾度も発布された。神聖ローマ帝国全体に及ぶ最古のラント平和令は、1103年に神聖ローマ皇帝ハインリヒ4世が発したものであった。1235年、皇帝フリードリヒ2世が発した「マインツのラント平和令（Mainzer Landfriede）」は、従来までのラテン語ではなく、ドイツ語によって記述された。1495年にヴォルムス帝国議会(en)で定められた永久ラント平和令は、帝国内における一切のフェーデを否定したもので、これにともなって帝国最高法院が設置されることになった。後ろ盾を失う形となった強盗騎士は衰退して消えていった。

## 盗賊騎士の一覧
- ルノー・ド・シャティヨン
- ゲッツ・フォン・ベルリヒンゲン
- ロベール1世 (ブルゴーニュ公)